# Colobothea carneola
Colobothea carneola là một loài bọ cánh cứng trong họ Cerambycidae.